# Каменский сельсовет (Курганская область)
Каменский сельсовет — упразднённые административно-территориальная единица и муниципальное образование со статусом сельского поселения в составе Шумихинского района Курганской области в связи с преобразованием района в Шумихинский муниципальный округ.
Административный центр — село Каменное.

## История
В соответствии с Законом Курганской области от 6 июля 2004 года № 419 сельсовет наделён статусом сельского поселения, первоначально включавшего 3 населённых пункта (село Каменное и деревни Забродино, Карандашово).
Законом Курганской области от 31 октября 2018 года N 128, Кипельский сельсовет был упразднён, а его территория с 17 ноября 2018 года включена в состав Каменского сельсовета.

## Население
| 1989 | 2002  | 2010 | 2012 | 2013 | 2014 | 2015 |
| ---- | ----- | ---- | ---- | ---- | ---- | ---- |
| 1063 | ↗1066 | ↘927 | ↘847 | ↘822 | ↘788 | ↘775 |
| 2016 | 2017  | 2018 | 2019 | 2020 |      |      |
| ↘748 | ↘739  | ↘720 | ↘699 | ↗902 |      |      |

## Состав сельсовета
| № | Населённый пункт | Тип населённого пункта       | Население |
| - | ---------------- | ---------------------------- | --------- |
| 1 | Забродино        | деревня                      | ↘112      |
| 2 | Каменное         | село, административный центр | ↘473      |
| 3 | Карандашово      | деревня                      | ↘342      |
| 4 | Горшково         | деревня                      | ↘85       |
| 5 | Кипель           | село                         | ↘249      |